# Metofu, Argeș
Metofu este un sat în comuna Poiana Lacului din județul Argeș, Muntenia, România.